# John Slaney
John Slaney (né le 7 février 1972 à Saint-Jean de Terre-Neuve dans la province de Terre-Neuve-et-Labrador au Canada) est un joueur professionnel canadien de hockey sur glace,.

## Carrière en club

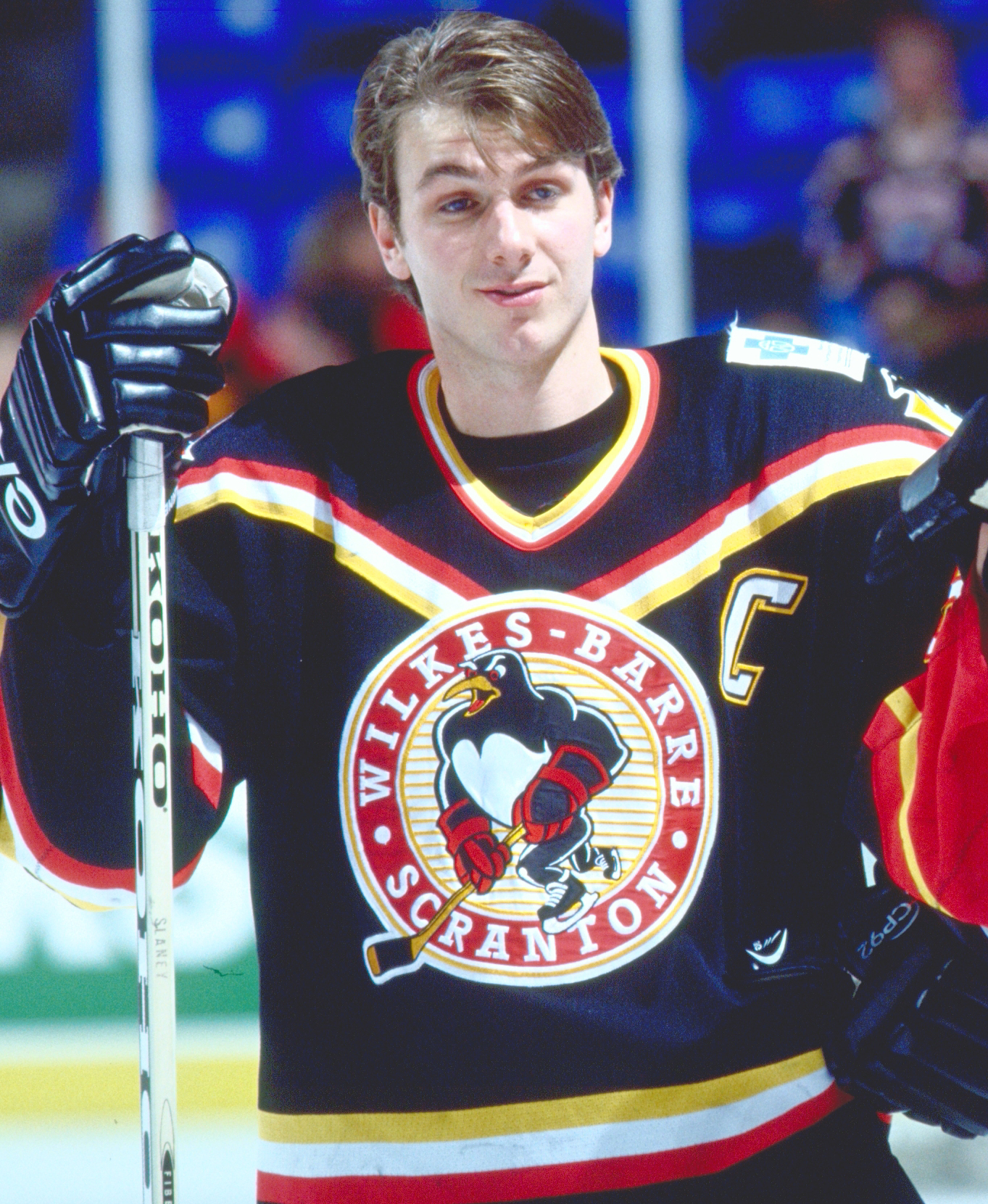
Slaney en 2001

Il commence sa carrière en junior dans la Ligue de hockey de l'Ontario en jouant pour les Royals de Cornwall en 1988-1989. La saison d'après, il reçoit le prix du meilleur défenseur de la Ligue canadienne de hockey ainsi que celui du meilleur défenseur de la OHL (trophée Max-Kaminsky).
En 1990, il est choisi par les Capitals de Washington lors du repêchage d'entrée dans la Ligue nationale de hockey en première ronde et neuvième choix. Il joue encore une saison dans son équipe junior avant de faire ses débuts dans la Ligue américaine de hockey en 1991 avec les Skipjacks de Baltimore.
Il fait ses débuts dans la LNH en 1993 mais dans la suite de sa carrière, il passera beaucoup de temps à changer d'équipe jusqu'en 2000, année où il rejoint, en cours de saison, les Phantoms de Philadelphie. Entre-temps, il aura joué dans la LNH dans les franchises suivantes : Capitals de Washington, Kings de Los Angeles, Avalanche du Colorado, Coyotes de Phoenix, Predators de Nashville et Penguins de Pittsburgh. Il est même capitaine de l'équipe affiliée à Pittsburgh lors de leur première saison (avec Tyler Wright et Steve Leach).
À la fin de la saison, il reçoit le trophée Eddie-Shore du meilleur défenseur de la saison, performance qu'il va répéter la saison suivante.
Le 21 février 2004, il inscrit son 125e but en carrière dans la LAH et devient le meilleur buteur des défenseurs de l'histoire de la LAH. À la fin de la saison, il remporte la Coupe Calder.

## Statistiques

### En club
| Saison     | Équipe                   | Ligue      |     | Saison régulière | Saison régulière | Saison régulière | Saison régulière | Saison régulière |   | Séries éliminatoires | Séries éliminatoires | Séries éliminatoires | Séries éliminatoires | Séries éliminatoires |
| Saison     | Équipe                   | Ligue      | PJ  | B                | A                | Pts              | Pun              | PJ               | B | A                    | Pts                  | Pun                  |                      |                      |
| 1988-1989  | Royals de Cornwall       | LHO        | 66  | 16               | 43               | 59               | 23               | 18               | 8 | 16                   | 24                   | 10                   |                      |                      |
| 1989-1990  | Royals de Cornwall       | LHO        | 64  | 38               | 59               | 97               | 60               | 6                | 0 | 8                    | 8                    | 11                   |                      |                      |
| 1990-1991  | Royals de Cornwall       | LHO        | 34  | 21               | 25               | 46               | 28               | -                | - | -                    | -                    | -                    |                      |                      |
| 1991-1992  | Royals de Cornwall       | LHO        | 34  | 19               | 41               | 60               | 43               | 6                | 3 | 8                    | 11                   | 0                    |                      |                      |
| 1991-1992  | Skipjacks de Baltimore   | LAH        | 6   | 2                | 4                | 6                | 0                | -                | - | -                    | -                    | -                    |                      |                      |
| 1992-1993  | Skipjacks de Baltimore   | LAH        | 79  | 20               | 46               | 66               | 60               | 7                | 0 | 7                    | 7                    | 8                    |                      |                      |
| 1993-1994  | Capitals de Washington   | LNH        | 47  | 7                | 9                | 16               | 27               | 11               | 1 | 1                    | 2                    | 2                    |                      |                      |
| 1993-1994  | Pirates de Portland      | LAH        | 29  | 14               | 13               | 27               | 17               | -                | - | -                    | -                    | -                    |                      |                      |
| 1994-1995  | Pirates de Portland      | LAH        | 8   | 3                | 10               | 13               | 4                | 7                | 1 | 3                    | 4                    | 4                    |                      |                      |
| 1994-1995  | Capitals de Washington   | LNH        | 16  | 0                | 3                | 3                | 6                | -                | - | -                    | -                    | -                    |                      |                      |
| 1995-1996  | Aces de Cornwall         | LAH        | 5   | 0                | 4                | 4                | 2                | -                | - | -                    | -                    | -                    |                      |                      |
| 1995-1996  | Avalanche du Colorado    | LNH        | 7   | 0                | 3                | 3                | 4                | -                | - | -                    | -                    | -                    |                      |                      |
| 1995-1996  | Kings de Los Angeles     | LNH        | 31  | 6                | 11               | 17               | 10               | -                | - | -                    | -                    | -                    |                      |                      |
| 1996-1997  | Roadrunners de Phoenix   | LIH        | 35  | 9                | 25               | 34               | 8                | -                | - | -                    | -                    | -                    |                      |                      |
| 1996-1997  | Kings de Los Angeles     | LNH        | 32  | 3                | 11               | 14               | 4                | -                | - | -                    | -                    | -                    |                      |                      |
| 1997-1998  | Thunder de Las Vegas     | LIH        | 5   | 2                | 2                | 4                | 10               | -                | - | -                    | -                    | -                    |                      |                      |
| 1997-1998  | Coyotes de Phoenix       | LNH        | 55  | 3                | 14               | 17               | 24               | -                | - | -                    | -                    | -                    |                      |                      |
| 1998-1999  | Predators de Nashville   | LNH        | 46  | 2                | 12               | 14               | 14               | -                | - | -                    | -                    | -                    |                      |                      |
| 1998-1999  | Admirals de Milwaukee    | LIH        | 7   | 0                | 1                | 1                | 0                | -                | - | -                    | -                    | -                    |                      |                      |
| 1999-2000  | Penguins de WBS          | LAH        | 49  | 30               | 30               | 60               | 25               | -                | - | -                    | -                    | -                    |                      |                      |
| 1999-2000  | Penguins de Pittsburgh   | LNH        | 29  | 1                | 4                | 5                | 10               | 2                | 1 | 0                    | 1                    | 2                    |                      |                      |
| 2000-2001  | Penguins de WBS          | LAH        | 40  | 12               | 38               | 50               | 4                | -                | - | -                    | -                    | -                    |                      |                      |
| 2000-2001  | Phantoms de Philadelphie | LAH        | 25  | 6                | 11               | 17               | 10               | 10               | 2 | 6                    | 8                    | 6                    |                      |                      |
| 2001-2002  | Phantoms de Philadelphie | LAH        | 64  | 20               | 39               | 59               | 26               | 5                | 2 | 1                    | 3                    | 0                    |                      |                      |
| 2001-2002  | Flyers de Philadelphie   | LNH        | 1   | 0                | 0                | 0                | 0                | 1                | 0 | 0                    | 0                    | 0                    |                      |                      |
| 2002-2003  | Phantoms de Philadelphie | LAH        | 55  | 9                | 33               | 42               | 36               | -                | - | -                    | -                    | -                    |                      |                      |
| 2003-2004  | Phantoms de Philadelphie | LAH        | 59  | 19               | 29               | 48               | 31               | 12               | 3 | 4                    | 7                    | 6                    |                      |                      |
| 2003-2004  | Flyers de Philadelphie   | LNH        | 4   | 0                | 2                | 2                | 0                | -                | - | -                    | -                    | -                    |                      |                      |
| 2004-2005  | Phantoms de Philadelphie | LAH        | 78  | 14               | 30               | 44               | 39               | 21               | 3 | 7                    | 10                   | 12                   |                      |                      |
| 2005-2006  | Phantoms de Philadelphie | LAH        | 79  | 8                | 42               | 50               | 60               | -                | - | -                    | -                    | -                    |                      |                      |
| 2006-2007  | Phantoms de Philadelphie | LAH        | 32  | 3                | 17               | 20               | 20               | -                | - | -                    | -                    | -                    |                      |                      |
| 2007-2008  | Kölner Haie              | DEL        | 53  | 6                | 27               | 33               | 40               | 9                | 1 | 5                    | 6                    | 6                    |                      |                      |
| 2008-2009  | Frankfurt Lions          | DEL        | 52  | 11               | 16               | 27               | 44               | 5                | 0 | 2                    | 2                    | 4                    |                      |                      |
| 2009-2010  | Frankfurt Lions          | DEL        | 44  | 4                | 20               | 24               | 18               | 4                | 0 | 1                    | 1                    | 2                    |                      |                      |
| 2010-2011  | HC Lasselsberger Plzeň   | Extraliga  | 29  | 3                | 8                | 11               | 24               | 4                | 0 | 0                    | 0                    | 2                    |                      |                      |
| Totaux LNH | Totaux LNH               | Totaux LNH | 268 | 22               | 69               | 91               | 99               | 14               | 2 | 1                    | 3                    | 4                    |                      |                      |

### En équipe nationale
| Année | Équipe | Compétition                 |   | PJ | B | A | Pts | Pun           |  | Résultat |
| 1991  | Canada | Championnat du monde junior | 7 | 1  | 2 | 3 | 6   | Médaille d'or |  |          |
| 1992  | Canada | Championnat du monde junior | 7 | 1  | 3 | 4 | 6   | 6e place      |  |          |